# Paul Lohmann (Kameramann)
Paul Fritz Lohmann (* 5. Februar 1926 in New York City, Vereinigte Staaten; † 10. Dezember 1995 in Los Angeles) war ein US-amerikanischer Kameramann, dessen Wirken vor allem mit den zentralen Arbeiten Robert Altmans verbunden ist.

## Leben und Wirken
Lohmann lernte sein Handwerk von der Pike auf, zunächst als Kameraassistent, später als Kameramann bei Kurz- bzw. Dokumentarfilmen und von zusätzlichen Szenen. Erst mit Beginn der 1970er Jahre konnte der gebürtige New Yorker regelmäßig Aufträge für Kinofilme erlangen. Mitte desselben Jahrzehnts gelang ihm der Durchbruch mit seiner Fotografie der beiden von der Kritik sehr wohlwollend aufgenommenen Robert-Altman-Inszenierungen Nashville und Buffalo Bill und die Indianer. Zwischen beiden Kinofilmen fotografierte Paul Lohmann 1975 die Fernsehproduktion Eleanor and Franklin (über das amerikanische Präsidentenehepaar Roosevelt), die ihm 1976 einen Primetime Emmy einbrachte. Lohmanns Leistungen ließen zur selben Zeit Altmans Kollegen Mel Brooks aufhorchen, der daraufhin den Kameramann für die Fotografie seiner beiden Komödien Silent Movie und Höhenkoller verpflichtete. Lohmanns Ausflüge in das Abenteuerfilm- und Action-Fach wie beispielsweise Der weiße Büffel mit Charles Bronson und Meteor mit Sean Connery fielen weit weniger überzeugend aus.
Trotz großer Kritiker- und Publikumserfolge versandete Lohmanns Karriere seit Ende desselben Jahrzehnts. In den 1980er bis in die frühen 1990er Jahre hinein fotografierte er fast ausschließlich minder bedeutende Filme, ab Mitte der 80er Jahre nur noch Mainstream-Fernsehkost. 1992 zog sich Paul Lohmann, der im Vorspann gelegentlich auch eine um ein „n“ im Nachnamen reduzierte Nennung erhielt, auf das Altenteil zurück. Lohmann, der zuletzt in Avalon (Kalifornien) lebte, hat einen nahezu gleichnamigen Sohn namens Paul J. Lohmann, der als Kameraassistent arbeitete.

## Filmografie
- 1965: Red Light, Green Light: Meeting Strangers (Dokumentarkurzfilm)
- 1969: Hell’s Angels ’70
- 1970: His Land (Dokumentarfilm)
- 1970: To Catch a Pebble
- 1972: Fillmore (Dokumentarfilm)
- 1972: A Day at the White House
- 1973: Coffy – die Raubkatze (Coffy)
- 1974: Das Diamantenquartett (The Great Rip-Off)
- 1974: California Split
- 1975: Nashville
- 1975: Die Gangsterschlacht von Kansas City (The Kansas City Massacre) (Fernsehfilm)
- 1975: Eleanor and Franklin (Fernsehfilm)
- 1976: Buffalo Bill und die Indianer (Buffalo Bill and the Indians, or Sitting Bull’s History Lesson)
- 1976: Mel Brooks’ letzte Verrücktheit: Silent Movie (Silent Movie)
- 1976: Der weiße Büffel (The White Buffalo)
- 1977: Mel Brooks’ Höhenkoller (High Anxiety)
- 1977: Der Fluch der schwarzen Witwe (Curse of the Black Widow) (Fernsehfilm)
- 1977: Der weiße Büffel (The White Buffalo)
- 1978: Ein Feind des Volkes (An Enemy of the People) (1976 gedreht)
- 1978: Die Bullen von Dallas (Dallas North Forty)
- 1979: Flucht in die Zukunft (Time After Time)
- 1979: Meteor (1977 gedreht)
- 1979: Violation – Die Ohnmacht des Opfers (Mrs. R's Daughter, Fernsehfilm)
- 1979: Spuren ins Nichts (Hide in Plain Sight)
- 1980: Die Jayne Mansfield Story (The Jayne Mansfield Story, Fernsehfilm)
- 1980: Charlie Chan und der Fluch der Drachenkönigin (Charlie Chan and the Curse of the Dragon Queen)
- 1980: Masada (Fernsehachtteiler)
- 1981: Meine liebe Rabenmutter (Mommie Dearest)
- 1981: Kein Mord von der Stange (Looker)
- 1982: Der Tod aus dem Nichts (Endangered Species)
- 1982: Bekenntnisse eines Ehemanns (Confessions of a Married Man, Fernsehfilm)
- 1984: Die Schlamm-Babies (Delta Pi)
- 1984: Dollmaker – Ein Traum wird wahr (The Dollmaker, Fernsehfilm)
- 1985: Geier, Geld und goldene Eier (Lust in the Dust)
- 1986: Dark Mansions (Fernsehfilm)
- 1986: Seine letzte Chance (The Christmas Star)
- 1987: Die Entführung der Kari Swenson (The Abduction of Kari Swenson, Fernsehfilm)
- 1987: Eine Dame namens Laura (Laura Lansing Slept Here, Fernsehfilm)
- 1988: Skandal in einer kleinen Stadt (Scandal in a Small Town, Fernsehfilm)
- 1988: The Outside Woman (Fernsehfilm)
- 1989: The Nutt House (Fernsehserie)
- 1989: A Family for Joe (Fernsehfilm)
- 1990: Die Unerbittlichen (Johnny Ryan, Fernsehfilm)
- 1990: Feuer an Bord von Flug 1501 (Crash: The Mystery of Flight 1501, Fernsehfilm)
- 1991: Alptraum (Aftermath: A Test of Love, Fernsehfilm)
- 1991: Verfluchte Liebe (Love and Curses… And All That Jazz, Fernsehfilm)
- 1992: Secrets (Fernsehfilm)